# 1946 en football
Cet article présente les faits marquants de l'année 1946 en football.

## Chronologie
- 31 mars : 20e journée du critérium, le Wydad AC remporte le championnat de la Ligue du Chaouïa après sa victoire devant le Racing AC 3-0 au Stade Philip à Casablanca.
- 7 avril : au Stade olympique Yves-du-Manoir de Colombes, l'équipe de France s'impose 3-0 face à l'équipe de Tchécoslovaquie.
- 14 avril : 
  - À Lisbonne, l'équipe du Portugal s'impose 2-1 face à l'équipe de France.
  - Au Stade Philip à Casablanca, lors de la dernière journée du critérium du Maroc (22e journée), le Wydad AC sacré champion de la zone sud du critérium du Maroc après sa victoire devant l'US Athlétique, 2-0.
- 27 avril : Derby County remporte la Coupe d'Angleterre face à Charlton Athletic, 4-1.
- 5 mai :
  - au Stade olympique Yves-du-Manoir de Colombes, l'équipe de France s'impose 3-1 face à l'équipe d'Autriche ;
- 11 mai : première assemblée générale constitutive au sein du club de la Jeunesse sportive de Kabylie, où les fondateurs décident de la fondation de ce club omnisports, de son nom et des modalités pour son affiliation à la FFA.
- 14 mai : création du club algérien le Mouloudia Club d'Oran.
- 26 mai : le Lille OSC remporte la Coupe de France face au Red Star, 4-2.
- 2 août : naissance officielle du club algérien la Jeunesse sportive de Kabylie. À cette date apparait dans l'organe officiel de la Fédération française de football « France Football », l'affiliation de ce club. Il portait le numéro 8153.
- 19 novembre : l'Al-Majd de Casa remporte la coupe du Trône devant l'AS Marrakech sur le score de 1-0 au Méchouar de Rabat.
- 22 septembre : le Wydad AC remporte la Supercoupe du Maroc devant l'US Marocaine sur le score de 5 buts à 3 au Stade Philip à Casablanca.

## Champions nationaux
- Le LOSC Lille est champion de France.
- Le Torino FC est champion d'Italie.
- Le FC Séville est sacré champion d'Espagne.
- L'US Marocaine est champion du Maroc.

## Naissances
Plus d'informations : Liste d'acteurs du football nés en 1946.
- 1er janvier : Rivelino, footballeur brésilien.
- 13 février : Artur Jorge, footballeur puis entraîneur portugais.
- 17 février : Valdomiro, footballeur brésilien.
- 9 mars : Bernd Hölzenbein, footballeur allemand.
- 5 mai : Hervé Revelli, footballeur français.
- 11 mai : Georges Bereta, footballeur français.
- 22 mai : George Best, footballeur nord-irlandais.
- 30 mai : Dragan Džajić, footballeur yougoslave.
- 18 juin : Fabio Capello, footballeur puis entraîneur italien.
- 9 août : Issa Hayatou, footballeur et dirigeant sportif camerounais († 8 août 2024).
- 25 octobre : Elías Figueroa, footballeur chilien.
- 29 octobre : Hugo Bargas, footballeur argentin.
- 8 novembre : Guus Hiddink, footballeur néerlandais.
- 2 décembre : Salif Keïta, footballeur malien.

## Décès
- ? avril : décès à 47 ans de José Luis Zabala, international espagnol devenu entraîneur.

## Liens
- RSSSF : Tous les résultats du monde